# Achberg
Achberg település Németországban, azon belül Baden-Württembergben. Lakosainak száma 1729 fő (2023. december 31.). Achberg Weißensberg és Wangen im Allgäu községekkel határos.

## Népesség
A település népessége az elmúlt években az alábbi módon változott:
| Lakosok száma | 740  | 943  | 991  | 1081 | 1060 | 1236 | 1447 | 1579 | 1675 | 1729 |
|               | 1961 | 1967 | 1974 | 1980 | 1987 | 1993 | 2000 | 2006 | 2013 | 2023 |